# 1980年臺灣
|        | 臺灣歷史 \| 台灣歷史年表 |
| 世纪： | 19世纪臺灣 \| 20世纪臺灣 \| 21世纪臺灣 |
| 年代： | 1950年代臺灣 \| 1960年代臺灣 \| 1970年代臺灣 \| 1980年代臺灣 \| 1990年代臺灣 \| 2000年代臺灣 \| 2010年代臺灣                                           |
| 年份： | 1975年臺灣 \| 1976年臺灣 \| 1977年臺灣 \| 1978年臺灣 \| 1979年臺灣 \| 1980年臺灣 \| 1981年臺灣 \| 1982年臺灣 \| 1983年臺灣 \| 1984年臺灣 \| 1985年臺灣 |
| 纪年： | 庚申年（猴年）、中華民國69年 |

## 政府

### 國家正副元首

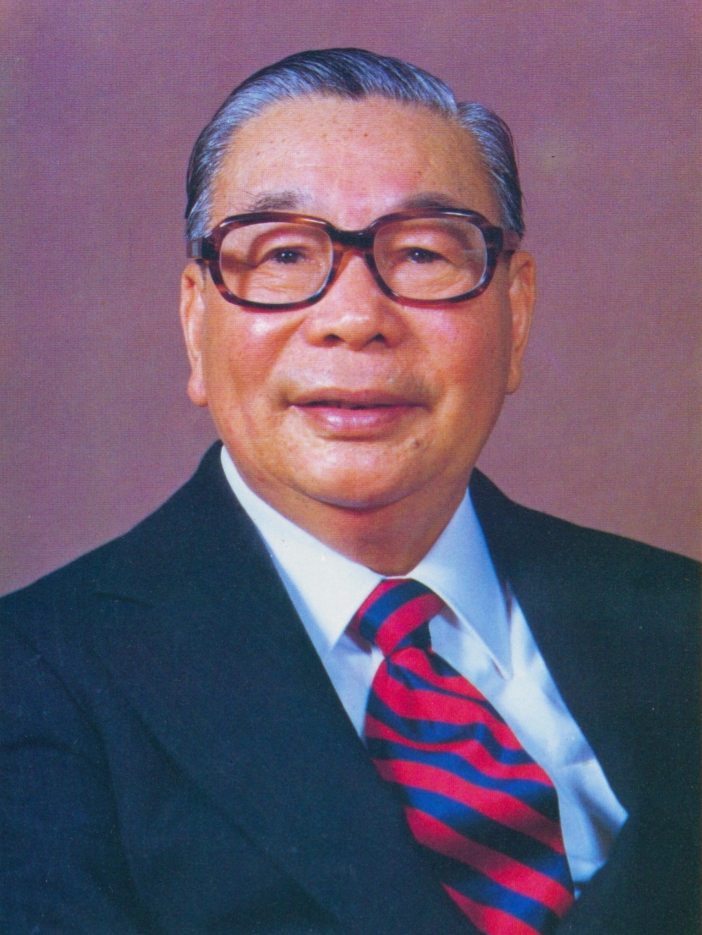
總統：蔣經國
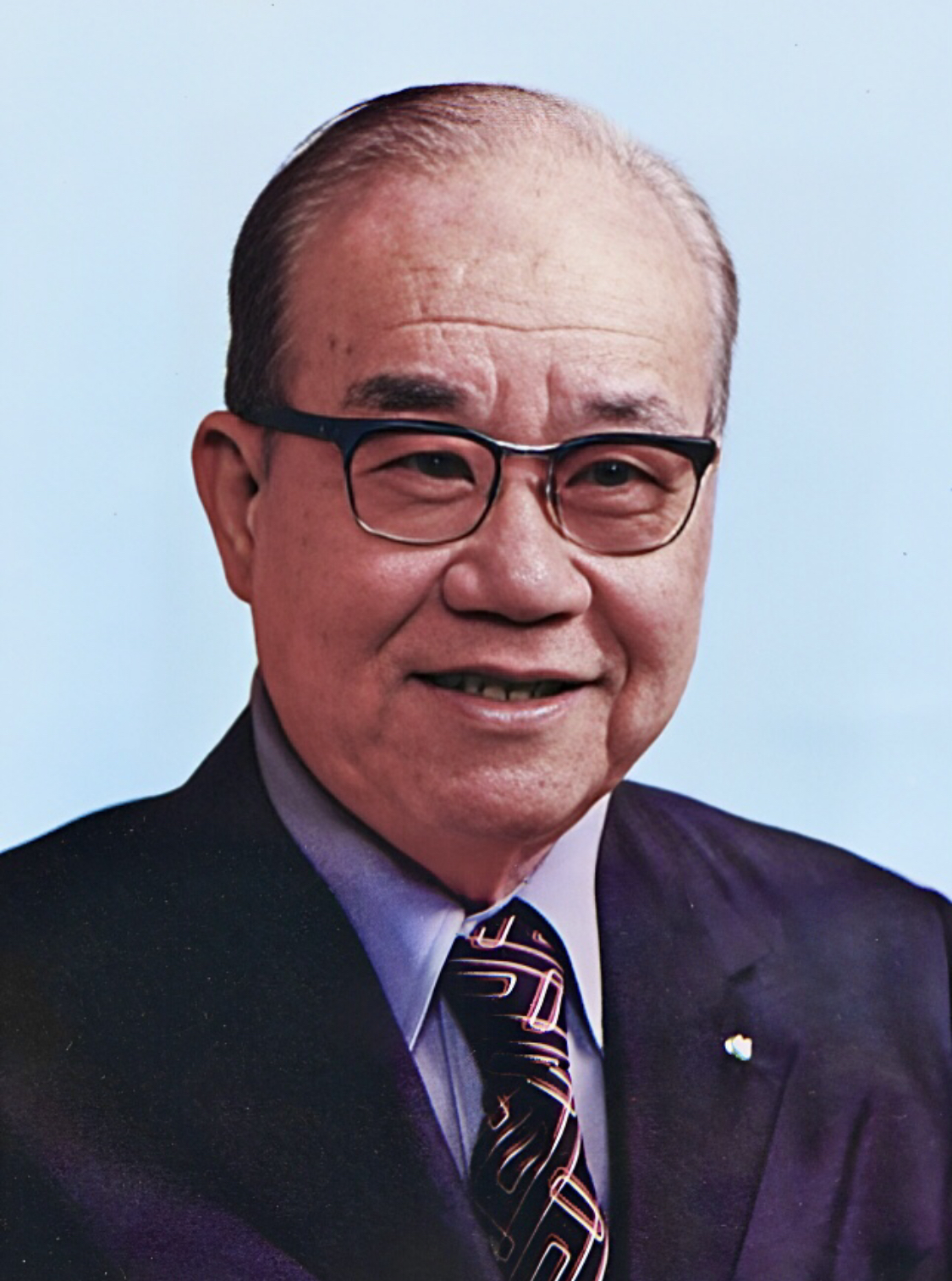
副總統：謝東閔

### 五院首長

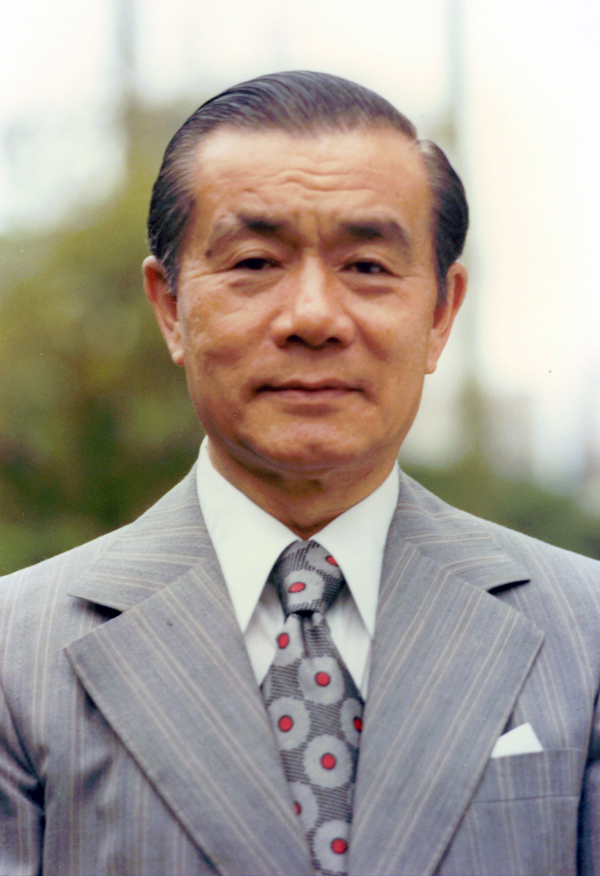
行政院院長：孫運璿
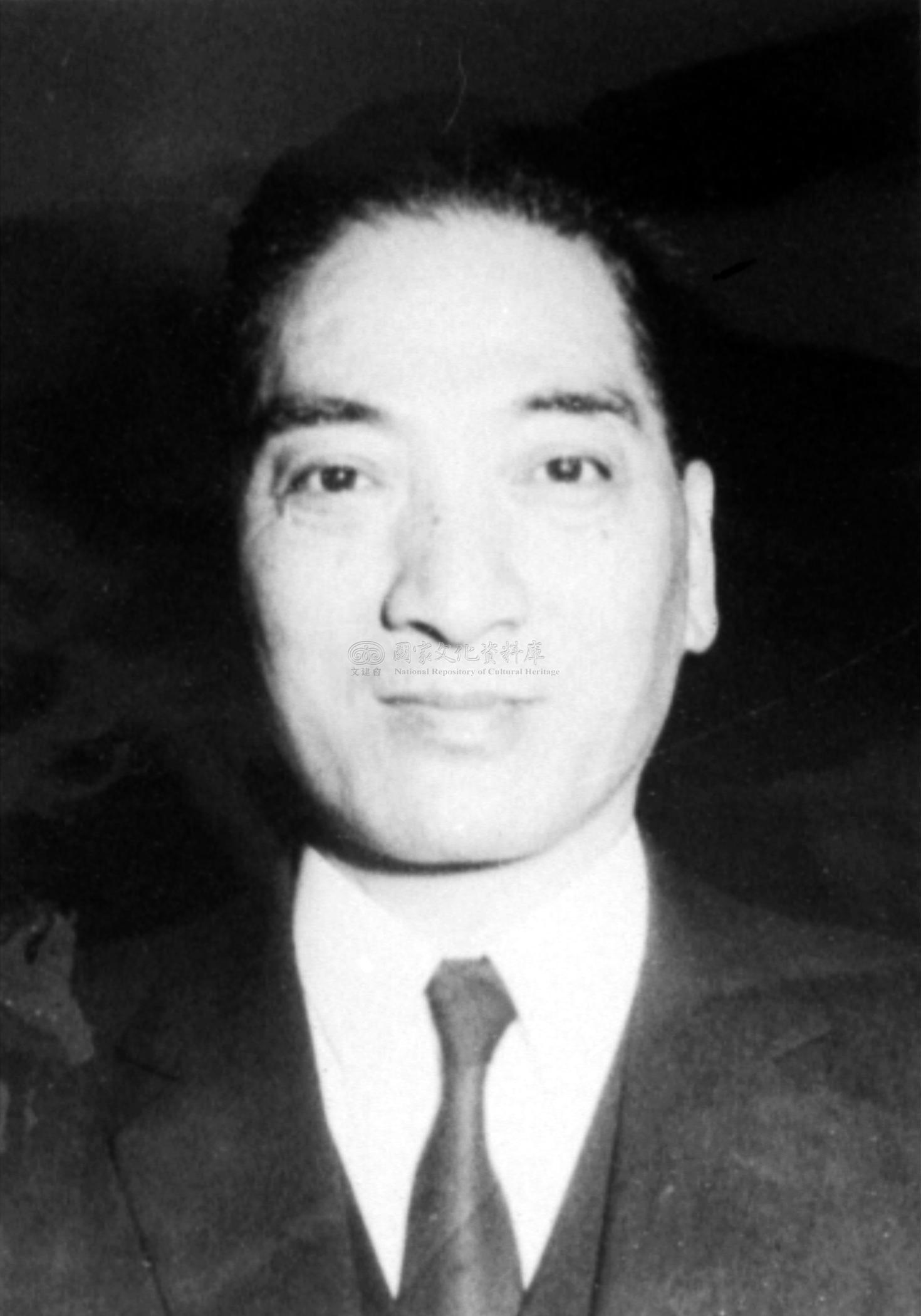
立法院院長：倪文亞
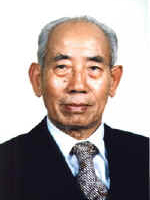
司法院院長：黃少谷
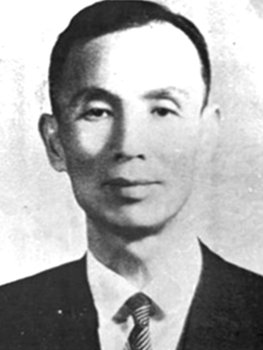
考試院院長：劉季洪
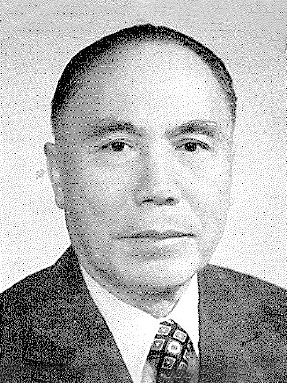
監察院院長：余俊賢

### 省政府主席

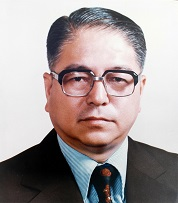
臺灣省政府主席：林洋港
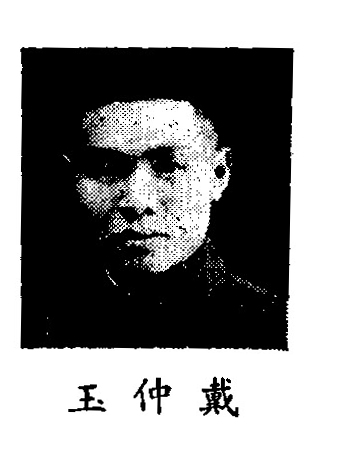
福建省政府主席：戴仲玉

## 大事記
- 黃朝湖主持的臺中縣第一畫廊開幕。
- 1972年5月創立的長流畫會解散。

### 1月至3月
- 1月1日——「中美共同防禦條約」終止[1]:571。
- 1月8日——美麗島事件總指揮施明德逃亡26日後，於臺北市武昌街被捕。
- 2月1日——北迴鐵路全線通車[2]。
- 2月9日——哥倫比亞與中華民國斷交。[3]
- 2月28日——發生林宅血案，身分不明的匪徒闖進因美麗島事件被捕的原台灣省議員林義雄家裡，刺殺林氏的母親及其三名女兒，除長女林奐均重傷急救後倖存外，其母及一對孿生女兒均告死亡。
- 3月18日——美麗島事件黨外人士連續九天受警備總部軍事法庭審判。以美國為首的國際壓力下，政府「破天荒」允許國內報紙刊載審訊過程與被告陳辭。
- 3月27日——施明德於美麗島事件軍法大審的辯論庭上，公開主張「中華民國模式的臺灣獨立」。
- 3月31日——位於臺北市中正區的中正紀念堂完工，並於同年4月5日對外開放，為臺北市著名地標之一。

### 4月至6月
- 4月18日——警備總部軍事法庭對美麗島事件判決：施明德處無期徒刑，姚嘉文、張俊宏、林弘宣、呂秀蓮、陳菊等各12年有期徒刑。
- 5月4日——中華民國與諾魯建交。
- 5月16日——台灣文通處通告，禁止外籍商船直接往返於中國大陸和台灣各對外港口[1]:571。
- 6月——南部藝術家聯盟成立。
- 6月2日——臺灣省政府召開臺灣省縣市文化中心籌備委員會第二次會議，決議於臺中市興建一座美術館。
- 6月30日——中華民國政府正式收回紅毛城。:291[4]

### 7月至9月
- 7月——寶藏巖從水源保護地正式劃入臨水區的297號都市計畫公園，不過因為涉及新店溪臨水禁建區，除了寶藏巖觀音亭古蹟外，當地的臺北市政府正式展開拆遷該地所有違建的計劃。
- 7月1日——高雄八大畫廊開幕。
- 7月1日——南迴鐵路動工[2]。
- 7月10日——聯合報系開始推動藝術歸鄉運動。
- 7月16日——臺鐵利用一些擁有冷氣空調車廂與內裝較高級的舊莒光號車廂，混合編組於臺北花蓮間及臺北高雄間，各試開4列次「莒興號」（39次、44次、15次與6次）。此階段，臺鐵高級車種共有自強號、莒光號與此種莒興號，而莒興號仍與其他鐵路車輛相同，為電力機車或柴電機車牽引。
- 8月23日——台灣「國貿局」通令，「台灣所有輸出廠商及貿易商，不得與大陸進行貿易」[1]:571。
- 8月24日——美和青少棒贏得第二十屆世界青少棒大賽世界冠軍。
- 8月30日——榮工少棒贏得第三十四屆世界少年棒球錦標賽世界冠軍。
- 9月——朱邦復與宏碁公司共同發表世上首部具有「中文操作系统、中文程式語言、中文套裝軟體」之中文電腦—天龍中文電腦，售價75萬元新臺幣。

### 10月至12月
- 10月13日——南非總理彼得·威廉·波塔伉儷來台訪問，由行政院長孫運璿接機。[5]
- 10月15日——波塔與蔣經國總統會晤，蔣並代表中華民國政府頒贈特種大綬卿雲勳章予波塔。[6]
- 10月22日——國立藝術學院成立籌備處。
- 11月3日——第17屆金馬獎頒獎典禮，於臺北市國父紀念館舉行，由《早安台北》獲得最佳劇情片獎。
- 11月16日——中國醫藥大學附設醫院開幕。
- 12月6日—— 第一屆立法院第三次增額立法委員選舉進行投開票。
- 12月15日——新竹科學工業園區正式成立[1]:571。
- 12月29日——國內棒球體壇重要推手謝國城逝世，由林鳳麟擔任中華民國棒球協會暫代理事長。

## 出生
参见： 1980年出生
- 1月1日——傅子純：演員。
- 1月5日——慧慈：諧星，於分手擂台進入娛樂界，手抱布偶狗並在說話時手比出蓮花指為登台特色。
- 1月6日——賴芊合：演員，是戎祥之妻。
- 1月9日——楊睿智：棒球選手。
- 1月10日——魏筠：政治人物。
- 1月11日——林帛亨，台灣賽車手。
- 1月17日——陳元甲：棒球選手，現被終身禁賽。
- 1月18日——廖明毅：導演、編劇、攝影師、剪輯師。
- 1月20日——张栩，台灣旅日棋士。
- 1月23日——黃雨欣：演員、跆拳道選手。
- 1月29日——
  - 黃玠：歌手、吉他手、貝斯手，是929樂團成員之一。
  - 張勝凱：貝斯手，是強辯樂團前貝斯手。
- 1月30日——Gino：歌手、演員、主持人，是K ONE團長。
- 2月1日——陳垣妧：歌手、演員，是3EP美少女成員之一。
- 2月6日——吳保賢：棒球選手。
- 2月9日——
  - 吳怡霈：新聞主播、演員、主持人、通告藝人。
  - 劉仕傑：政治人物，曾任中華民國外交部歐洲司中東歐科科長。
- 2月19日——鄭朝方：政治人物。
- 2月23日——周俊勳，台灣職業棋士。
- 2月26日——
  - 明道，台灣歌手、主持、演員。
  - 高瑋：棒球選手。
- 2月28日——范植偉：演員。
- 2月29日——簡佑修：羽球選手。
- 3月3日——
  - 柯雅馨：演員。
  - 曾威豪：歌手、演員、動漫迷，是Coca-Koala（可樂熊樂團）主唱。
- 3月5日——黃馨：歌手、藝術總監。
- 3月7日——
  - 陳建瑋：編曲家、音樂製作人，是小宇宙音樂工作室創立人。
  - 洪沁慧：高爾夫球運動員。
- 3月9日——
  - 黃瑜嫻，台灣主持人。
  - 陳雪甄：演員、導演、表演指導、劇場總監。
  - 陳承祥：編劇。
- 3月10日——
  - 陳維欣：演員。
  - 邱俊文：棒球選手。
- 3月11日——阿沁：吉他手、作曲家，是飛兒樂團吉他手。
- 3月14日——黃鈺淳：助理教授，現於樹德科技大學企業管理學系任教。
- 3月16日——徐裴翊：體育主播。
- 3月19日——邱薇而：新聞主播、空服員。
- 3月21日——余賢明，台灣職棒選手。
- 3月23日——李晏榕：律師。
- 3月29日——蔡建偉，台灣職棒選手。
- 3月30日——戴心怡：新聞主播、英文老師。
- 3月31日——王建民，旅美棒球選手。曾效力於美國職棒洋基隊。
- 4月1日——
  - 紀俊麟：棒球選手。
  - 何權峰：政治人物。
- 4月2日——胡竣傑：棒球選手。
- 4月4日——沈聖博：數位藝術家。
- 4月7日——蘇振威：配音員、聲音表演指導。
- 4月8日——葉覓覓：詩人。
- 4月13日——楊家俍：政治人物。
- 4月26日——周俞君：新聞主播。
- 4月29日——竹幼婷：新聞主播、電台DJ、演員、主持人，原在台灣發展，後來遠赴香港，並定居至今。
- 5月1日——洪嘉勵：導覽員、廣播主持人、廣播製作人、聲音表達訓練師。
- 5月4日——林孝謙：導演、監製、編劇、作詞家。
- 5月5日——
  - 柯子建：導演、製作人。
  - 王傳一：歌手、演員、主持人，是可米小子第一任團長。
- 5月6日——
  - 張誌家，台灣旅日棒球選手。
  - 艾癮：作家。
  - 文仲華：演員。
- 5月14日——
  - 巫秀陽：導演、節目製作人。
  - 溫又柔：小說家，是移居日本的台灣作家。
- 5月16日——張勛傑：演員、模特兒、通告藝人。
- 5月21日——溫國智：廚師。
- 5月22日——彭政欣：棒球選手。
- 5月25日——
  - 洪詩婷：導演。
  - 王宜民：棒球選手。
- 5月27日——王世驊：棒球選手。
- 6月1日——朱健銘：政治人物。
- 6月3日——尹仲敏：演員、配音員。
- 6月11日——
  - 姜瑞智：導演。
  - 余宛如：政治人物。
- 6月12日——張雅婷：新聞主播，是包小松之妻。
- 6月13日——
  - 王怡仁，台灣主播、藝人。
  - VOFAN：插畫家。
  - 顧瀚畇：演員、模特兒、作詞家，是王曉萍之夫。
- 6月14日——黃冠龍：吉他手。
- 6月17日——黃珽筠：配音員。
- 6月19日——莊振凱：歌手。
- 6月23日——白曉燕：綁架案遇害者，是白冰冰獨生女。
- 6月27日——丫子：演員、主持人、模仿藝人、通告藝人，曾於2012年捲入Makiyo打人案，2015年後就甚少活躍娛樂界。
- 7月1日——陳信安，台灣籃球選手。

- 7月4日——張凱馨：圍棋棋士。
- 7月6日——菜子：主持人、馬卡龍愛好者。
- 7月9日——李威：歌手、演員、主持人，是WEWE成員之一。
- 7月10日——楊明學：作詞家。
- 7月12日——林家聖：足球運動員。
- 7月15日——胡安安：演員，自2012年移居美國至今，現為大學教授。
- 7月18日——李伯利：講師、牧師。
- 7月24日——高豪傑：足球運動員。
- 7月26日——
  - 陳綺萱：歌手，是陳忠義之妹，為JS成員之一。
  - 徐詣帆：歌手、演員、主持人。
  - 謝祐鐘，台灣跆拳道選手。
- 7月27日——
  - 張建銘，台灣職棒選手。
  - 梁蓓禎：音樂老師，是張蒙恩之妻。
- 7月31日——
  - 黃啟豪：政治人物。
  - 羅健銘：棒球選手。
- 8月1日——施金典：棒球教練。
- 8月2日——張振聲：延誤送醫受害者，此事在PPT發酵，後來造就「張爸現象」。
- 8月5日——蔡沛然：模特兒、銀行工作者，是馬唯中之夫。
- 8月6日——潘瑋柏，台灣歌手。
- 8月8日——夏霏：作家。
- 8月9日——何依霈：演員、配音員、餐館老闆。
- 8月10日——趙延慶：主持人，是朱曉蓓前夫，現為Mischief執行長。
- 8月14日——江美琪：歌手。
- 8月16日——簡智翔：政治人物、化學工程師。
- 8月24日——錢韋成：歌手、演員、體育主播。
- 8月28日——王仁甫，男歌手、主持人、男演員。演唱團體5566副團長。
- 8月30日——張懷媗：演員。
- 9月4日——廖誠：棒球選手。
- 9月8日——楊博宇：建築師。
- 9月11日——
  - 楊一展：演員、模特兒。
  - 劉亭佑：電影製片人。
- 9月14日——張簡君偉：作曲家、音樂製作人。
- 9月15日——
  - 蔡依林，台灣歌手。
  - 陳克帆：棒球捕手。
- 9月20日——張宸浩：律師。
- 9月21日——
  - 林可唯：演員。
  - 張家源：棒球選手。
- 9月22日——
  - 古翊汎：演員。
  - 盧銘銓：棒球選手。
- 9月24日——許人介：棒球選手，現被終身禁賽。
- 9月27日——邵大倫：歌手、廣播DJ、旁白、主持人、通告藝人。
- 9月29日——安以軒，台灣演員。
- 9月30日——文汶：演員。
- 10月1日——
  - 陳心妤：演員。
  - 蔡佳葳：當代藝術家，曾任蔡國強工作室助理。
- 10月3日——
  - 陳嘉宏：棒球選手。
  - 陳映蓉：導演。
- 10月7日——侯乃榕：新聞主播。
- 10月9日——劉傑中：新聞主播、主持人、補教英文老師。
- 10月10日——
  - 李國慶，台灣職棒選手。
  - 楊世均：籃球運動員。
  - 薛德瑞：旅行家、程式設計師。
- 10月11日——邱婷蔚：政治人物。
- 10月15日——林季瑩：新聞主播。
- 10月16日——
  - 許國隆，台灣職棒選手。
  - 歐定興：演員。
- 10月17日——
  - 林盈徹：政治人物。
  - 高嘉瑜：政治人物。
  - 倪京台：鐵道迷、動保運動人士，現於國立高雄師範大學英語學系任教。
- 10月20日——
  - 李崗霖：歌手。
  - 李運慶：演員，是洪詩之夫。
  - 劉梓潔：導演、作家、編劇。
- 10月22日——
  - 隋棠：演員、主持人、模特兒。
  - 莊宏亮，台灣職棒選手。
  - 莊侑霖：棒球選手。
- 10月23日——謝嘉宜：主持人，是在義大利出道並發展的台灣藝人。
- 10月24日——劉啟行：鄉民代表，是劉啟帆之弟。
- 10月25日——吳文凱：事務員。
- 10月30日——
  - 林敬民：棒球教練。
  - 高榮芳：足球裁判。
- 10月31日——曾孟承：棒球選手。
- 11月2日——
  - 張晉豪：演員。
  - 紀柏舟：旅美導演。
- 11月4日——
  - 張書偉：歌手、演員、主持人，是Energy弟二任團長。
  - 張少懷：演員。
- 11月5日——羅國禎：棒球選手、體育主播。
- 11月7日——鄭奕：演員、模特兒。
- 11月10日——
  - 劉喆瑩：演員、模特兒。
  - 辰亦儒：歌手、演員、主持人，是飛輪海成員之一。
  - 衛斯理：歌手、作曲家，是賈靜雯之弟、朱芯儀之夫，為元衛覺醒成員之一。
- 11月11日——楊正磊：體育主播。
- 11月12日——林馴偉：棒球選手。
- 11月14日——林至涵，台灣職業棋士。
- 11月17日——廖盈婷：新聞主播、主持人、節目製作人。
- 11月25日——
  - 沈韶姮：演員。
  - 賴慧珊：花式撞球選手。
- 11月27日——馬怡鴻：籃球助理教練。
- 12月2日——余筱菁：政治人物、音樂老師、管樂團指導教師。
- 12月7日——
  - 唐宏安：作家、旅行家、主持人、視覺設計師。
  - 邱維濤：美學設計師。
  - 林喬安：超級紅人榜參賽者。
- 12月8日——亮哲：演員、主持人。
- 12月13日——
  - 高琮凱：演員、導演。
  - 蘇麗文：跆拳道選手。
- 12月16日——龔鈺祺：鍵盤手、中提琴手、鋼琴家、編曲家，是魚丁糸成員之一。
- 12月19日——林君陽：導演、攝影師。
- 11月21日——四叉貓：PTT網紅、人權運動人士。
- 12月22日——
  - 高蕾雅：歌手、演員、主持人，是高慧君之妹。
  - 莊競程：政治人物。
- 12月26日——宋翊彰：演員、主持人，是YOYO家族成員之一。
- 12月30日——柯奐如：演員。

## 逝世
參見：1980年逝世
- 3月12日——莊嚴，故宮副院長。出生於清國吉林將軍府。（1899年出生）
- 3月14日——洪炎秋，台灣作家、教師。曾任臺大中文系教授、立法委員。（1899年出生）
- 8月2日——許石，作曲家。代表作有〈安平追想曲〉、〈鑼聲若響〉、〈南都之夜〉等。（1919年出生）
- 8月19日——郭秋生，台灣作家，也是台灣話文運動的支持者。（1904年出生）
- 10月11日——廖漢臣，作家，日治時期即研究臺灣民俗、歷史，戰後進入臺灣省文獻會，專心研究臺灣文獻。（1912年出生）
- 12月29日——謝國城，中華民國棒球協會理事長。（1912年出生）